# Teleseme

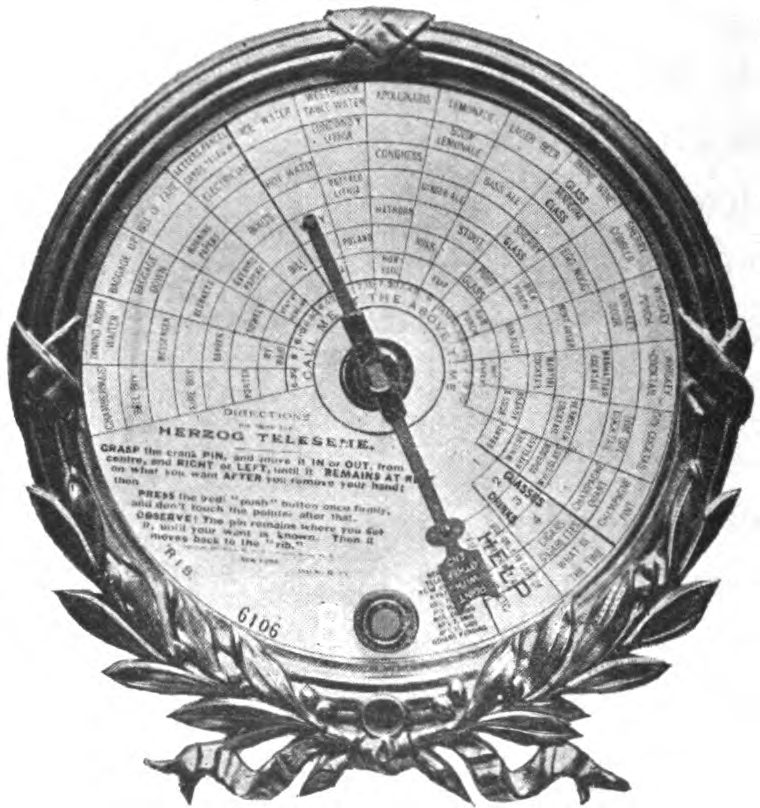
Un teleseme de Electric Telegraphy (1896).
Las instrucciones dicen:
GRASP the crank PIN, and move it IN or OUT, from centre, and RIGHT or LEFT, until it REMAINS AT REST on what you want AFTER you remove your hand then PRESS the red "push" button once firmly, and don't touch the pointer after that. OBSERVE: The pin remains where you set it, until your want is known. Then it moves back to the "rib."
(SUJETE el PIN de la manivela y muévalo hacia DENTRO o FUERA, desde el centro y hacia la DERECHA o IZQUIERDA, hasta que PERMANEZCA EN REPOSO en lo que desea DESPUÉS de retirar la mano, luego PRESIONE el botón rojo una vez con firmeza y no toque el puntero después de eso. OBSERVE: El pasador permanece donde lo colocó, hasta que se conozca su deseo. Luego regresa a la «costilla»).

El teleseme, también conocido como teleseme de Herzog, fue un dispositivo de señalización eléctrica utilizado en hoteles de lujo a finales del siglo XIX y principios del XX. Los huéspedes que necesitaban servicio de habitaciones podían utilizar el mecanismo de marcación del teleseme de su habitación para indicar un bien o servicio entre más de 100 opciones. Un empleado de la oficina de un hotel recibiría la solicitud en el teleseme correspondiente y completaría el pedido.
Los telesemas fueron inventados por F. Benedict Herzog en la década de 1880, junto con Schuyler Wheeler. Fueron un «emblema de lujo» en los hoteles desde la década de 1890 hasta la de 1910, pero finalmente fueron reemplazados por los sistemas de centralita privada (PBX).

## Historia

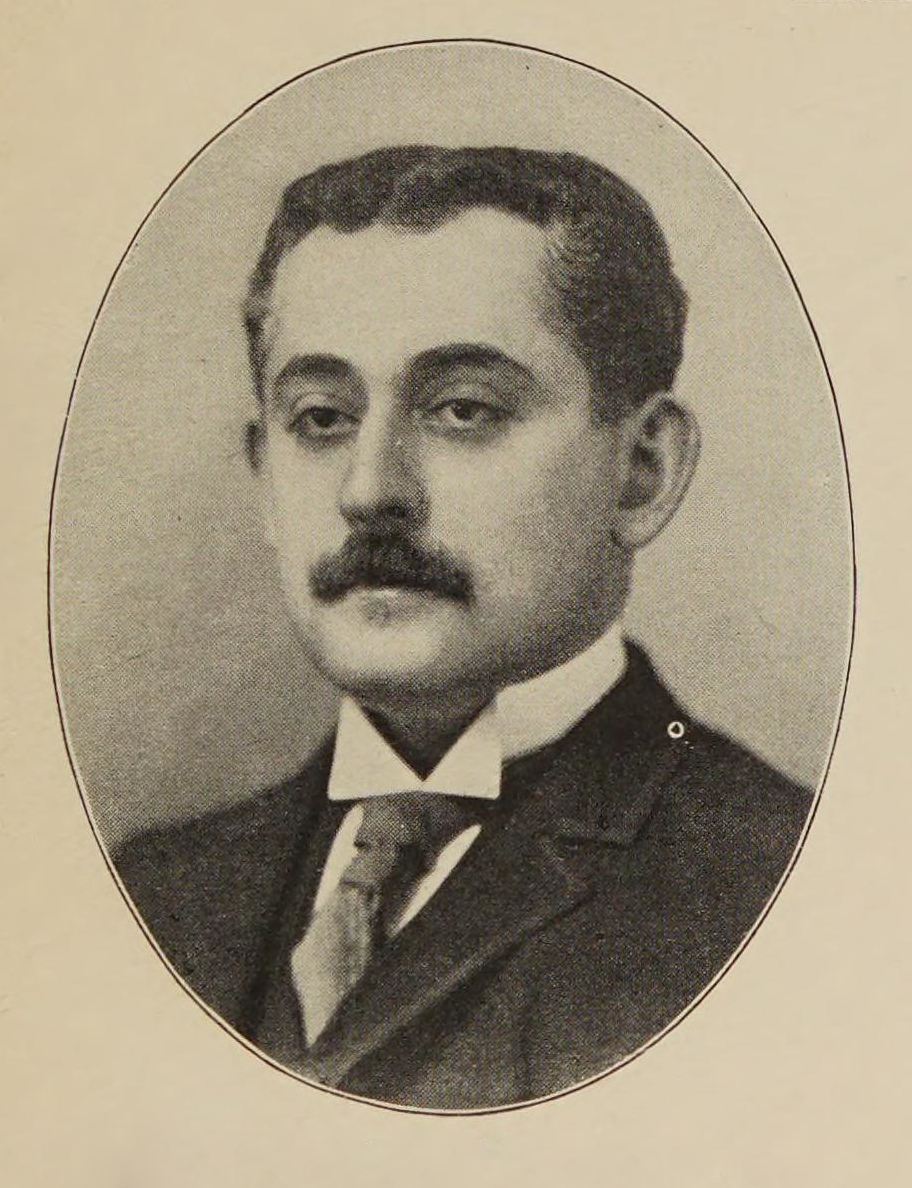
Felix Benedict Herzog, inventor del teleseme.

El ingeniero eléctrico e inventor estadounidense F. Benedict Herzog diseñó dispositivos eléctricos como cuadros de distribución automáticos, señales de ascensores y accesorios telefónicos. Fundó la Herzog Teleseme Company y trabajó con el ingeniero eléctrico Schuyler Wheeler, a quien la empresa empleó en 1884 y 1885. A Herzog y Wheeler se les concedieron patentes para un «aparato de señalización eléctrica».
El teleseme, comercializado como el teleseme de Herzog, era un dispositivo de señalización para hoteles. Fue precedido por simples sistemas de señalización eléctrica, pero antes los hoteles contaban con sistemas telefónicos que conectaban las habitaciones. El sistema era más rápido que llamar a la recepción y esperar a que un empleado llegara a la habitación para atender una solicitud. Los telesemes eran fabricados por Herzog Teleseme Company ubicada en Nueva York en 55 Broadway en 1890. El teleseme de Herzog Teleseme fue patentado en 1895.
La empresa Herzog Teleseme comercializaba telesemes para hoteles de lujo, así como para oficinas y tiendas. La empresa anunció que el dispositivo tenía muchos estilos, tamaños y capacidades. Según la empresa, el dispositivo «ahorra botones, aumenta los ingresos del bar, da un mejor servicio» y podría «conectarse a cualquier sistema de cableado».

## Operación
Los telesemes se instalaban en habitaciones de hotel individuales, se colocaban en la pared y se conectaban por cable a la oficina de un hotel.
El teleseme tenía una esfera aproximadamente del tamaño de un plato, con opciones escritas dispuestas en círculos concéntricos. Los modelos de teleseme ofrecían un número variable de opciones (137 opciones en un modelo, 140 en otro). Para accionar el teleseme, el huésped del hotel movería la mano del puntero hasta el servicio deseado. Una vez que el huésped configuraba el dial, presionaba un botón que cerraba el circuito y alertaba a un empleado del hotel a través de un anunciador electrolítico.

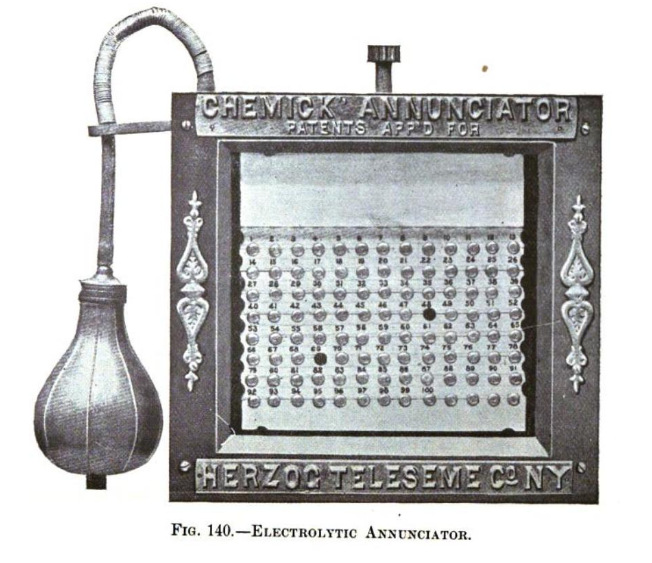
Un anunciador alertaría al encargado del hotel de que una habitación había realizado una solicitud a través de su teleseme.

Un asistente en la oficina del hotel monitorearía un anunciador electrolítico, una pequeña pantalla de vidrio alrededor de 8 in × 12 in (200 mm × 300 mm) con hasta 400 compartimentos numerados, cada uno con un disco de platino en suspensión líquida debajo del número. Aparecería una mancha roja en el disco de platino y la decoloración indicaría qué habitación había solicitado el servicio. El asistente anotaría el número de la habitación y apretaría una bombilla que introduciría aire en el líquido y eliminaría la mancha roja. Luego, el asistente usaría su propio teleseme para imitar el escenario de la habitación del hotel y determinar el orden.
El teleseme permitía a los huéspedes solicitar diversos servicios, especificando la necesidad de un determinado empleado del hotel, como camarero, camarera, criado, peluquero o valet. También se podían pedir bebidas y comida y los artículos del servicio de habitaciones iban desde coñac hasta jugo para diluir de limón y agua mineral, ostras, panecillos con mantequilla, ensalada de pollo y huevos pasados por agua.

## Recepción
A principios de la década de 1890, el teleseme se convirtió en un «emblema de lujo» para los hoteles en una época anterior a que los teléfonos se volvieran comunes en las habitaciones. Telesemes fueron instalados en Hôtel Élysée Palace de París en la década de 1890. El Jefferson Hotel en Richmond, Virginia, abrió sus puertas en 1895 y tenía telesemes instalados. Telesemes también se incluyeron en los Statler Hotels.

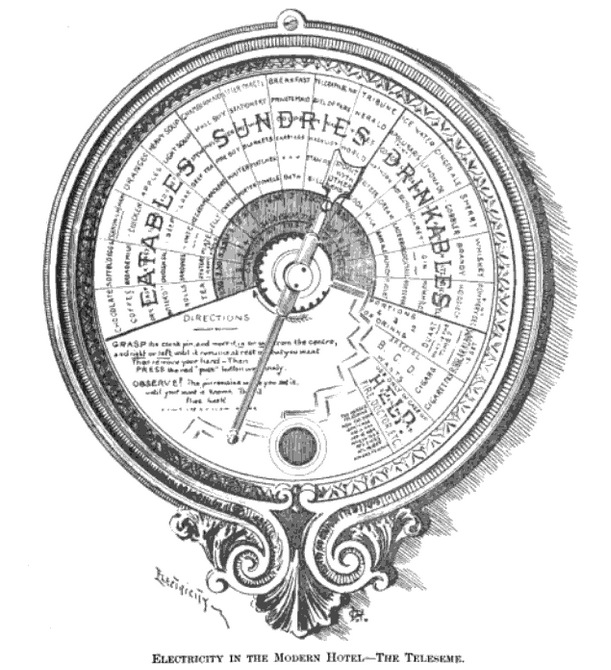
Representación de un teleseme de un artículo de 1891 en Electricity: A Popular Electrical and Financial Journal.

Una reseña de 1891 en Electricity: A Popular Electrical and Financial Journal describió que el teleseme se estaba poniendo de moda en los grandes establecimientos. Según la reseña, la lista de servicios en cada dial de teleseme era «formidable y difícilmente puede dejar de sorprender que haya tantas cosas involucradas en la idea moderna del lujo hotelero». La revisión describe «un complemento completo de bebidas para el desayuno y todos los concomitantes sólidos imaginables». Entre las opciones del teleseme también figuraban la policía, un carruaje, «mi lavado», un sello de un centavo y los principales diarios. Según el crítico, «La integridad de la disposición del teleseme se muestra mediante un conjunto especial de cifras en el centro de la esfera, debajo del cual se encuentra la orden 'Llámame a la hora indicada arriba, pero no me molestes hasta entonces'».

Es bastante sugerente que un tercio de la esfera esté dedicado a los «bebibles», y de este espacio un quinto esté ocupado por varias marcas de champán. Es peligroso tener una lista así al alcance de uno en un caluroso día de verano, porque comprende de todo, desde appolinaris  [sic] hasta un gin fizz, e incluye el insidioso sherry cobbler, el seductor cóctel y el patricio «Bass».

Moses King, en su guía de viajes de 1893 King's Handbook of New York City, describió el teleseme de Holland House en la ciudad de Nueva York como «el más perfecto de todos los sistemas de señalización». El novelista Edward Eggleston escribió un artículo para The Century el mismo año que incorporaba un teleseme.
Un artículo de 1894 en The Electrician informó con sorpresa que un hotel de Nueva York había reemplazado su nuevo servicio telefónico que conectaba las habitaciones con un sistema teleseme. Una consulta al establecimiento reveló que los operadores hoteleros no podían atender las llamadas y que los teléfonos se habían convertido en «una gran molestia debido a la facilidad que ofrecían para comunicarse fácilmente con la oficina y, en particular, por el uso que hacían de ellos las señoras para transmitir denuncias».
El teleseme tenía sus inconvenientes, ya que no podía manejar solicitudes complicadas y los errores podían provocar que se solicitara el servicio incorrecto. Una huésped del hotel, la señora Hamlin, recuerda que su madre intentó pedir agua a media mañana y le enviaron por error una botella de champán. Los hoteles finalmente se alejaron del teleseme en favor de centrales telefónicas privadas (PBX) con teléfonos en cada habitación. Un intermediario de sistemas PBX escribió en 1914 que los hoteles con telesemes se mostraban reacios a cambiar de sistema.
Herzog adaptó posteriormente la tecnología del teleseme para un dispositivo de señalización policial en Nueva York.

## Lectura adicional
- General Description of the Herzog Teleseme System of Electric Signalling. Nueva York: Herzog Teleseme Co. 1888. Folleto de 108 páginas.

- Datos: Q124878353
- Multimedia: Teleseme / Q124878353